# Ligamento coronario
El ligamento coronario ([TA]: ligamentum coronarium hepatis) se encuentra en la parte superior del hígado, y lo une con el diafragma. El ligamento coronario se continua sobre el área desnuda hacia el lado derecho con el ligamento triangular derecho, y al lado izquierdo con el ligamento triangular izquierdo.
- Datos: Q5172191